# آلن موری (بازیکن فوتبال)
آلن موری (انگلیسی: Alan Murray؛ زادهٔ ۵ دسامبر ۱۹۴۹) بازیکن فوتبال اهل بریتانیا است.
از باشگاه‌هایی که در آن بازی کرده‌است می‌توان به باشگاه فوتبال میدلزبرو، باشگاه فوتبال یورک سیتی، باشگاه فوتبال دونکستر راورز، و باشگاه فوتبال برنتفورد اشاره کرد.